# 失敗博物館

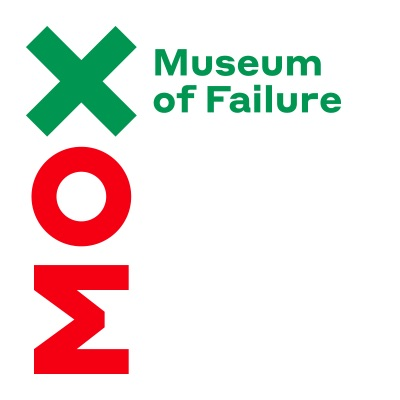
失敗博物館のロゴ

失敗博物館（しっぱいはくぶつかん。英語: Museum of Failure）は、創設者で臨床心理士のサミュエル・ウエスト（Samuel West）が自分で収集した、失敗した製品やサービスのコレクションである。
失敗した事物を見ることで、「失敗」がイノベーションに重要な役割を果たしていることや、失敗から学ぶことが組織に改善を促した実例を知ってもらおうとしている。失敗博物館は、その風変わりなコレクションから国際的に注目を浴びている。
失敗博物館は、一部、スウェーデン・イノベーションシステム庁 (Vinnova)からの出資も受けている。

## 歴史
サミュエル・ウエストは、2016年に訪れたクロアチアのザグレブにある失恋博物館から失敗博物館の発想を得た。
最初の展示は2017年6月7日から、スウェーデンのヘルシンボリで行われた。2017年にロサンゼルスと、ハリウッドのHollywood & Highland Centerで特別展を開催した後、2018年にヘルシンボリに戻り、Dunkers Kulturhus（en）で展示された。2019年には上海の上海市第一百貨商店のほか、パリのシテ科学産業博物館で、他の面白い失敗に関する品々とともに「失敗フェスティバル（Les Foirés festival des flops, des bides, des ratés et des inutiles）」と題した展示が行われた。その後、ワシントンD.C.、ミネアポリスなどでも展示が行われている。
2020年には新型コロナウイルス感染症により世界中のほとんどの博物館が閉館を余儀なくされたため、無料のコレクション展示を開始した。

## 展示物の例
- デロリアン・DMC-12[15]
- ニュー・コーク[16]
- N-Gage[2][17]
- オレストラ[18]
- Google Glass[19]
- E.T. (アタリ2600)[20]
- Apple Newton[2]
- ピピンアットマーク[21]
- ベータマックス[2]
- HD DVD[22]
- トランプ:ザ・ゲーム[10]

- デロリアン・DMC-12
- ニュー・コーク
- N-Gage
- Google Glass
- E.T.
- Apple Newton
- ピピンアットマーク
- ベータマックス
- HD DVD

## その他
失敗学を立ち上げた日本の工学者の畑村洋太郎は、失敗博物館の設立を提唱していた。

## 関連文献
- Danner, J., & Coopersmith, M. (2015). The Other "F" Word: How Smart Leaders, Teams, and Entrepreneurs Put Failure to Work. John Wiley & Sons.
- Cannon, M. D., & Edmondson, A. C. (2005). Failing to learn and learning to fail (intelligently): How great organizations put failure to work to innovate and improve. Long Range Planning, 38(3), 299–319.
- Khanna, R., Guler, I., & Nerkar, A. (2016). Fail often, fail big, and fail fast? Learning from small failures and R&D performance in the pharmaceutical industry. Academy of Management Journal（英語版）, 59(2), 436–459.
- What Google Learned From Its Quest to Build the Perfect Team, New York Times, 28 February 2016.
- Frazier, M. L., Fainshmidt, S., Klinger, R. L., Pezeshkan, A., & Vracheva, V. (2017). Psychological safety: A meta‐analytic review and extension. Personnel Psychology（英語版）, 70(1), 113–165.
- Agarwal, P., & Farndale, E. (2017). High‐performance work systems and creativity implementation: the role of psychological capital and psychological safety. Human Resource Management Journal.
- West, S., & Shiu, E. C. C. (2014). Play as a facilitator of organizational creativity. Creativity research: An inter-disciplinary and multi-disciplinary research handbook (2014), 191–206.